# Johnny Unitas Golden Arm Award
Le Johnny Unitas Golden Arm Award est une récompense décernée chaque année au meilleur joueur de football américain ayant évolué au poste de quarterback au sein de la Division I FBS NCAA comme senior (ou ayant évolué pendant 4 années à ce poste).
Ce trophée est créé en 1987 par la fondation Johnny Unitas en hommage au joueur du même nom. Celui-ci avait évolué au poste de quarterback au niveau universitaire pour les Cardinals de Louisville et au niveau professionnel pour les Colts de Baltimore. Il est intronisé au Pro Football Hall of Fame en 1987 et décède le 11 septembre 2002 après avoir établi de nombreux records de NFL.

## Palmarès
| Saisons | Lauréats        | Équipes                      |
| ------- | --------------- | ---------------------------- |
| 1987    | Don McPherson   | Orange de Syracuse           |
| 1988    | Rodney Peete    | Trojans de l'USC             |
| 1989    | Tony Rice       | Fighting Irish de Notre-Dame |
| 1990    | Craig Erickson  | Hurricanes de Miami          |
| 1991    | Casey Weldon    | Seminoles de Florida State   |
| 1992    | Gino Torretta   | Hurricanes de Miami          |
| 1993    | Charlie Ward    | Seminoles de Florida State   |
| 1994    | Jay Barker      | Crimson Tide de l'Alabama    |
| 1995    | Tommie Frazier  | Cornhuskers du Nebraska      |
| 1996    | Danny Wuerffel  | Gators de la Floride         |
| 1997    | Peyton Manning  | Volunteers du Tennessee      |
| 1998    | Cade McNown     | Bruins de l'UCLA             |
| 1999    | Chris Redman    | Cardinals de Louisville      |
| 2000    | Chris Weinke    | Seminoles de Florida State   |
| 2001    | David Carr      | Bulldogs de Fresno State     |
| 2002    | Carson Palmer   | Trojans de l'USC             |
| 2003    | Eli Manning     | Rebels d'Ole Miss            |
| 2004    | Jason White     | Sooners de l'Oklahoma        |
| 2005    | Matt Leinart    | Trojans de l'USC             |
| 2006    | Brady Quinn     | Fighting Irish de Notre-Dame |
| 2007    | Matt Ryan       | Eagles de Boston College     |
| 2008    | Graham Harrell  | Red Raiders de Texas Tech    |
| 2009    | Colt McCoy      | Longhorns du Texas           |
| 2010    | Scott Tolzien   | Badgers du Wisconsin         |
| 2011    | Andrew Luck     | Cardinal de Stanford         |
| 2012    | Collin Klein    | Wildcats de Kansas State     |
| 2013    | A.J. McCarron   | Crimson Tide de l'Alabama    |
| 2014    | Marcus Mariota  | Ducks de l'Oregon            |
| 2015    | Connor Cook     | Spartans de Michigan State   |
| 2016    | Deshaun Watson  | Tigers de Clemson            |
| 2017    | Mason Rudolph   | Cowboys d'Oklahoma State     |
| 2018    | Gardner Minshew | Cougars de Washington State  |
| 2019    | Joe Burrow      | Tigers de LSU                |
| 2020    | Mac Jones       | Crimson Tide de l'Alabama    |
| 2021    | Kenny Pickett   | Panthers de Pittsburgh       |
| 2022    | Max Duggan (en) | Horned Frogs de TCU          |

## Statistiques par équipes
| Équipes                      | Nombre |
| ---------------------------- | ------ |
| Crimson Tide de l'Alabama    | 3      |
| Seminoles de Florida State   | 3      |
| Trojans de l'USC             | 3      |
| Fighting Irish de Notre Dame | 2      |
| Hurricanes de Miami          | 2      |
| Eagles de Boston College     | 1      |
| Tigers de Clemson            | 1      |
| Gators de la Floride         | 1      |
| Bulldogs de Fresno State     | 1      |
| Wildcats de Kansas State     | 1      |
| Cardinals de Louisville      | 1      |
| Tigers de LSU                | 1      |
| Spartans de Michigan State   | 1      |
| Cornhuskers du Nebraska      | 1      |
| Sooners de l'Oklahoma        | 1      |
| Cowboys d'Oklahoma State     | 1      |
| Rebels d'Ole Miss            | 1      |
| Ducks de l'Oregon            | 1      |
| Panthers de Pittsburgh       | 1      |
| Cardinal de Stanford         | 1      |
| Orange de Syracuse           | 1      |
| Horned Frogs de TCU          | 1      |
| Volunteers du Tennessee      | 1      |
| Longhorns du Texas           | 1      |
| Red Raiders de Texas Tech    | 1      |
| Bruins de l'UCLA             | 1      |
| Cougars de Washington State  | 1      |
| Badgers du Wisconsin         | 1      |